# Förtält

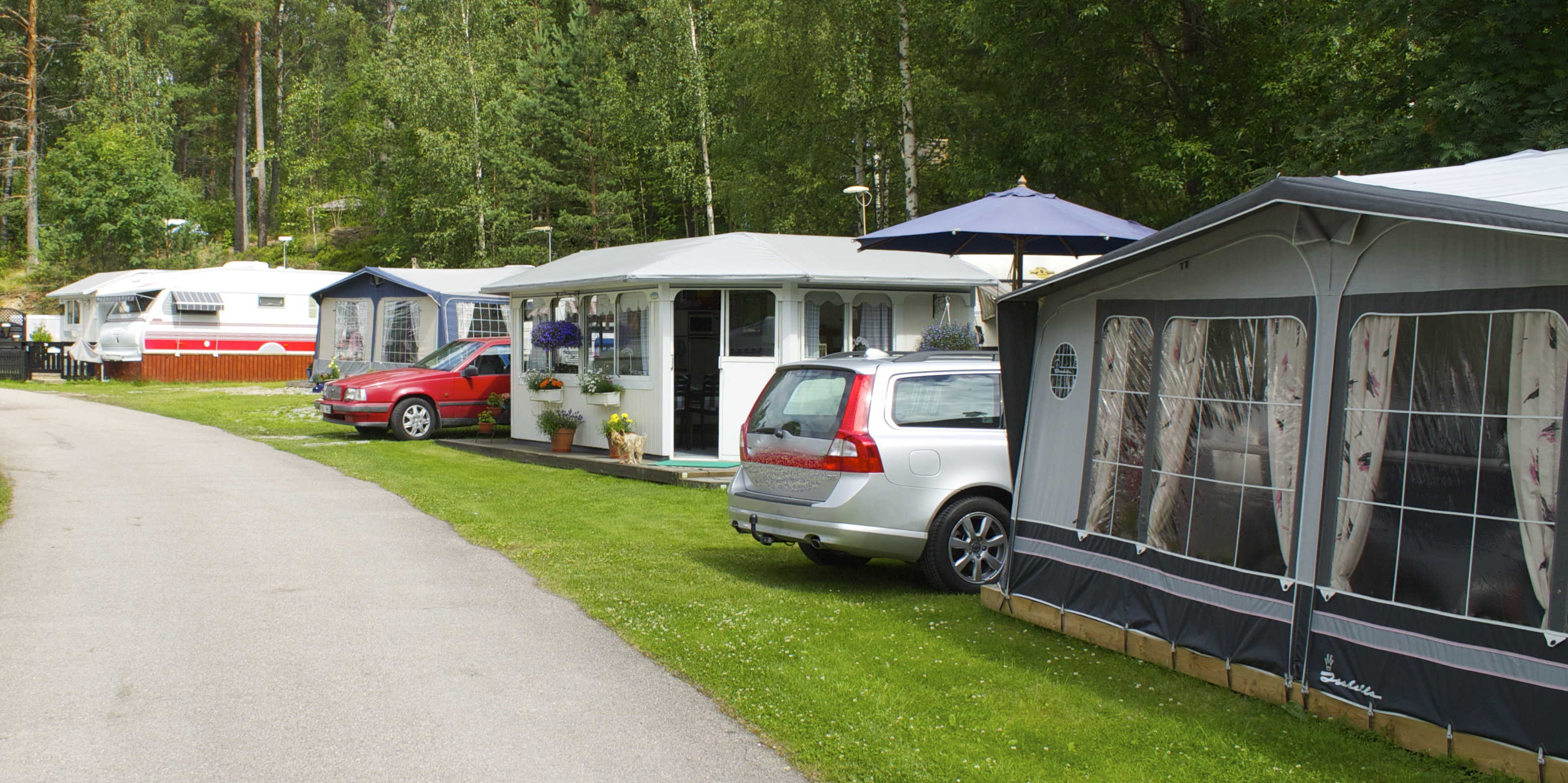
Sommar- och vinterförtält till husvagnar

Förtält som en del av vanliga fristående tält, se tält
Förtält, är ett tält som kopplas samman med en husvagn, vid uppställning på till exempel en campingplats,så att ett yttre rum bildas utanför husvagnens framsida med skydd för vind och regn.
Det finns i huvudsak två olika sorters förtält, det vanliga sommartältet och vintertält. Vintertält är oftast ett litet robustare tält på cirka 2,5 till 4 kvadratmeter.
Förtältet har längs taket och de gavlar som är fästa i husvagnen en fastsydd plastlist som träs in i en motsvarande skena längs husvagnens sida. Den ställning som håller uppe förtältet kan bestå av stänger i antingen metall eller glasfiber och är också de fastsatta i husvagnens sida eller i hållare fästa i ovan nämnda plastlist.
För en husvagnsägare som skall skaffa ett förtält till sin husvagn är det viktigaste måttet att veta på husvagnen det så kallade A-måttet. Detta är den längd som tältet har från marken längs med husvagnens tak och ner till marken på andra sidan.
I stort sett alla fabrikat av förtält och husvagnar använder A-mått för att beskriva vilket tält som passar till en viss husvagnsmodell.